# Tell Leilan

Tell Brak et les principaux sites de la région du Khabur.

Tell Leilan est un site archéologique du Proche-Orient antique, en Haute Mésopotamie. Située dans la vallée du Khabour, sur le oued Djerrahi, un affluent de la rivière Khabour, il correspond à l'antique cité nommée Shekhna, capitale du pays d'Apum, aussi connue sous le nom de Shubat-Enlil lorsqu'elle fut la résidence du roi Samsî-Addu d'Ekallâtum.